# 아우구스티누스 칸투아리엔시스

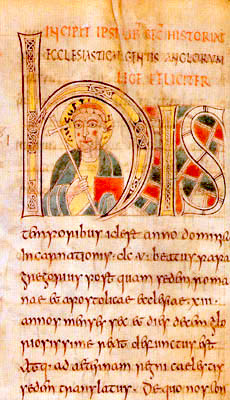
아우구스티누스

아우구스티누스 칸투아리엔시스(라틴어: Augustinus Cantuariensis, 영어: Augustine of Canterbury, 534년 11월13일 - 605년)는 기독교 사상 초대 캔터베리 대주교이다. 교황 그레고리오 1세에 의해 캔터베리의 주교로 서임되었다. 이후 와신상담하며 잉글랜드 각지에서 전도하였다.

## 관련 자료
성 아우구스티누스(Augustinus, 또는 아우구스티노)의 가문이나 청소년 시절 혹은 교육과정에 관한 정확한 자료는 없다. 다만 그는 이탈리아의 로마(Roma) 태생으로 교황 성 대 그레고리우스 1세(Gregorius I, 9월 3일)와 친분이 있었고, 로마 첼리오 언덕에 있던 베네딕토회 성 안드레아 수도원의 수도승이었다는 사실만이 알려져 있다. 595년 그는 이 수도원의 원장이 되었고, 이듬해에 교황 성 그레고리우스 1세로부터 앵글로 색슨족을 복음화시키라는 사명을 받고 40명의 수도자들과 함께 영국으로 파견되었다. 성 베다(Beda, 5월 25일)에 의하면 그는 이미 영국에 도착하기 전에 주교로 승품되었다고 하는데, 아마도 아를(Arles)의 대주교에 의해 주교 수품을 받은 것으로 여겨진다. 성 아우구스티누스는 597년 봄에 프랑크 왕국의 도움으로 영국 켄트(Kent) 왕국의 해안가 타네트(Thanet) 섬에 도착하였다. 그는 이미 영국에 진출해 있던 선교사들과 켄트의 왕인 성 에텔베르트(Ethelbert, 2월 26일)의 환영을 받았다.
그런데 당시에는 아일랜드 교회와 로마 교회의 관습에 많은 차이가 있어서 선교활동에 장애가 많았다. 그래서 성 아우구스티누스는 켄트의 수도인 캔터베리에 주교좌를 정하고 활동하였다. 성 아우구스티누스의 설교와 활동은 놀라운 성과를 가져왔다. 수많은 개종자들이 탄생했고 그의 설교와 모범을 보고 성 에텔베르트 왕과 신하들이 597년 예수 성탄 대축일에 세례를 받았다. 그는 왕이 하사한 땅 위에 주교좌 성당을 세우고 도시 외곽에는 성 베드로와 바오로 수도원을 설립하였다. 이 수도원이 유럽에서 두 번째로 세워진 베네딕토회 수도원이다. 그러나 그는 영국의 켈트(Celtic) 전례를 고수하려는 주교들이 로마 전례의 규율과 관습을 받아들이도록 하는 데에는 큰 성공을 거두지 못하였다. 그는 여생을 켄트에서 보내면서 런던(London)과 로체스터(Rochester) 교구를 설정하고 주교를 임명하였다. 그는 캔터베리의 첫 번째 대주교이자 '영국의 사도'로서 공경을 받고 있다. 그는 오스틴(Austin)으로도 불린다.

## 같이 보기
- 그레고리오 선교사 목록